# Sveti Kajo (Solin)
Sveti Kajo je mjesni odbor u gradu Solinu. Nalazi se na obalama Kaštelanskog zaljeva, zapadno od gradskog središta i ostataka antičke Salone. 
Dan MO Sveti Kajo je 22. travnja, blagdan zaštitnika svetog Kaje.

## Gospodarstvo
U Svetom Kaji nalaze se mnogi poslovno gospodarski objekti:
- Skladišta INAd.d. - Zagreb,

- Željezničko čvorište HŽ-a,

- Tvornica cementa i rudnik "Sveti Kajo" - CEMEX d.d.,

- Luka - Split,

- Vodoprivreda - Split

## Poznate osobe
- Vjekoslav Parać,  slikar
- Toni Kljaković, pjevač
- Dalibor Parać,  slikar,
- Jozo Kljaković-Šantić,  slikar
- Bogdan Žižić, filmski redatelj
- Milka Barišić, redateljica
- Krunoslav Kljaković-Šantić, novinar
- Petar Pereža,  TV-voditelj, urednik i novinar
- Stjepan Andrijašević,  nogometaš i trener
- Siniša Andrijašević,  boksač - K1
- Ante Režić,  nogometaš
- Miro Podrug, sportski novinar
- Marina Jajić, operna pjevačica (Mala Floramye)
- Franko Andrijašević, nogometaš
- Boško Vučemilović, radijski voditelj, urednik,novinar

## Športske i kulturne udruge
- Streljački klub "Voljak", višestruki prvaci Hrvatske

- Klapa "Mramorna"

- Kickboxing klub "Thunderman"

- KUD "Salona"

- Gimnastički klub "GymSolin"

## Vjerski objekti
- crkva Sv. Kaje

- crkvica Sv. Nikole

- crkva Sv. Anastazija

## Povijesne znamenitosti
Ostaci predantičke i antičke Salone djelomično se nalaze i na području sv. Kaje. To su Tusculum, amfiteatar, te arheološki lokaliteti Kapljuč, Marusinac.

## Zaseoci pod zaštitom (stare kamene kuće)
Kljaković-Šantići (Mladini), Barišići (Gujine), Grubići (Patkasi), Boljati (Teterići), Dudini, Jajići, Vukšići (Stipetini), Paraći, Milišići - Podrugi - Mikelići (Šalinovi), Mužići, Milišići-Dodigi (Pičetini i Parini), dio Draškovića, Žižići (Banovi), Vrgoči. 
Zaseoci nestali sa zemljovida (zbog zaobilaznice i rudnika cementa): Mikelići (Mandićevi), Draškovići (Bonini), Milanovići (Gaziji), Jankovi - Katići (Mornari-Juričini), Stojići. 